# Svalskåp
Ett svalskåp är ett förvaringsskåp som liknar ett kylskåp men håller en temperatur som ligger något närmare rumstemperatur, 8–14 °C. Svalskåp kan användas till bland annat grönsaker, rotfrukter och rödvin.